# Магерович Сергій Богданович
Сергій Богданович Магерович (нар. 28 серпня 1975) — український футболіст.

## Життєпис
Виступав за юнацьку команду ФК «Колос» Бучач, професійні клуби «Прикарпаття» Івано-Франківськ, Кристал (Чортків), Дністер (Заліщики) та ЦСКА (Київ), аматорські «Колос» (Бучач, володар Суперкубка імені Івана Вишневського Тернопільської області з футболу—2006), «Зоря» Хоростків, «Зангергаузен», «Мерзебург».